# Guttera
Guttera är ett litet fågelsläkte i familjen pärlhöns inom ordningen hönsfåglar: Släktet omfattar vanligtvis fyra arter som förekommer i Afrika söder om Sahara, men som nyligen utökats till det dubbla av Birdlife International:
- Plympärlhöna (G. plumifera)
- Östlig tofspärlhöna (G. pucherani)
- Västlig tofspärlhöna (G. verreauxi)
- Sydlig tofspärlhöna (G. edouardi)